# Iglesia de la Purísima Sangre (Castellón de la Plana)
La iglesia de la Purísima Sangre, ubicada pleno centro de la ciudad de Castellón de la Plana, en la comarca de la Plana Alta, es un templo católico catalogado como Bien de Relevancia Local, según la Disposición Adicional Quinta de la Ley 5/2007, de 9 de febrero, de la Generalitat, modificada por la Ley 4/1998 de 11 de junio, del Patrimonio Cultural Valenciano (DOCV Núm. 5.449 / 13/02/2007), con código: 12.05.040-007.

## Historia y descripción
Lo que podemos encontrar hoy en día de la que fuera la iglesia de la Purísima Sangre, es tan solo una reconstrucción de una de las capillas de la misma, en concreto la capilla del Santo Sepulcro, que se realizó tras la guerra del 36, siguiendo el estilo neobarroco, que se integra en el palacio que ocupa la Diputación Provincial de Castellón, localizándose en el vestíbulo, que correspondería con la nave de la iglesia de la que ya no queda nada.
Hay documentación sobre el origen de la iglesia de la Purísima Sangre en los “Llibres de Consells” datados de 1584, que se conservan en el archivo municipal de Castellón. Según esta, el Consejo cedió a la Cofradía de la Sangre un espacio perteneciente al hospital, posiblemente la capilla del mismo. Esta capilla pertenecía al hospital fundado en 1391 por Guillem de Trullols, y se situaba al final de la calle Mayor, que en aquellos tiempos estaba al lado del tramo norte de la muralla de la ciudad.
La Cofradía de la Sangre llevó a cabo reconstrucciones, remodelaciones y mejoras en la capilla y construyó de nueva planta una torre campanario. Al tiempo inició los trámites para conseguir que la capilla fuera considerada oficialmente como iglesia. Junto a esto, en 1575 consiguieron la cesión de más terreno que les permitió ampliar con una nave y una sacristía y la que luego se conocería la capilla del Santo Sepulcro. Se considera que las obras acabaron en 1606, pese a que la capilla del Santo Sepulcro se terminó en 1729.
Inicialmente el templo se construyó siguiendo las pautas del estilo gótico, el cual pudo comprobarse al destruirse el edificio en 1936, que dejó al aire el trazado original que ocultaba el revocado neoclásico que se realizó posteriormente.
Según Vicente Traver, se pretendía realizar una girola y existía un retablo en el altar mayor de fabricación barroca, del que solo se conservan cuatro tablas que representan escenas de la Pasión de Jesús. También documentó este templo Espresati, en libro “Estampas de una Antigua Cofradía”, donde recoge datos históricos de la construcción y remodelación del templo a lo largo de su historia.
En el año 1953 se reconstruyó la capilla en el sitio que correspondía con el antiguo atrio de la desaparecida iglesia, dentro del palacio de la Diputación Provincial.